# کامیلو سیانو
کامیلو سیانو (انگلیسی: Camillo Ciano؛ زادهٔ ۲۲ فوریهٔ ۱۹۹۰) بازیکن فوتبال اهل ایتالیا است.
از باشگاه‌هایی که در آن بازی کرده‌است می‌توان به باشگاه فوتبال پارما، باشگاه فوتبال پادوا، باشگاه فوتبال کروتونه، باشگاه فوتبال چزنا، باشگاه فوتبال آولینو، و باشگاه فوتبال ناپولی اشاره کرد.
وی همچنین در تیم‌های ملی فوتبال زیر ۱۷ سال ایتالیا بازی کرده‌است.